# Jing de Wu
Jing de Wu (Jingdi) foi um Chinês da Dinastia conhecida por Três Reinos, Reino de Wu. Reinou entre 258 e 264, foi antecedido no trono pelo imperador Feidi e seguido por Modi.